# 라자사 왕조
라자사(Rajasa)는 13-15세기 동자바(East Java)의 싱하사리 왕국(Singhasari kingdom)과 마자파힛 제국(Majapahit empire)의 통치 왕조였다. 싱하사리와 마자파힛의 군주들은 13세기 초 라자사 왕조를 창설한 켄 아록(Ken Arok) 혹은 스리 랑가 라자사(Sri Ranggah Rajasa)라는 인물을 조상으로 삼았다. 파라라톤(Pararaton)에 의하면 켄 아록은 동자바 말랑(Malang)에 위치한 투마펠(Tumapel)에서 태어났다. 켄 아록은 싱가사리 왕국과 마자파힛 제국의 왕조의 창시자로 여겨진다.
산스크리트어(Sanskrit)로 '라자사(rajasa)'는 '열정(passion)' 혹은 '먼지(dust)'나 '흙(soil)'을 뜻한다.

## 군주 목록
싱하사리 왕국 시기

라자사 왕조의 계보도, 싱가사리와 마자파힛의 왕족들. 국왕들은 강조되어 있음

1. 켄 아록(Ken Arok, 1222-1227)[4]:185–187
2. 아누사파티(Anusapati, 1227-1248)[4]:187–188
3. 판지 토자야(Panji Tohjaya, 1248)[4]:188
4. 비슈누와르다나-나라심하무르티(Vishnuwardhana-Narasimhamurti, 1248-1268)[4]:188
5. 케르타네가라(Kertanegara, 1268-1292)[4]:188

마자파힛 제국 시기
1. 라덴 위자야(Raden Wijaya, 1294-1309)[4]:232–233
2. 자야네가라(Jayanegara, 1309-1328)[4]:233
3. 트리부와나 위자야퉁가데위(Tribhuwana Wijayatunggadewi, 1328-1350, 섭정 여왕)[4]:234
4. 하얌 우룩(Hayam Wuruk, 1350-1389)[4]:234
5. 위크라마와르다나(Wikramawardhana, 1389-1429)
6. 수히타(Suhita, 1429-1447, 섭정 여왕)
7. 케르타위자야(Kertawijaya, 1447-1451)
8. 라자사와르다나(Rajasawardhana, 1451-1453, 사후 3년 동안 공위 시대)
9. 기리샤와르다나(Girishawardhana, 1456-1466)
10. 수라프라바와(Suraprabhawa, 1466-1474)
11. 기린드라와르다나(Girindrawardhana, 1474-1498)

## 같이 보기
- 자바 군주 목록
- 마자파힛 왕국
- 싱하사리 왕국
- 인도 문화권
- 인도네시아 힌두교